# 1139 Atami

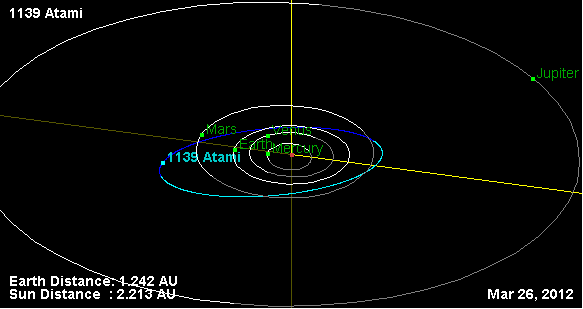
A órbita de 1139 Atami.

1139 Atami é um asteróide que cruza a órbita de Marte orbitando ao redor do Sol uma vez a cada 3 anos. Foi descoberto em 1 de dezembro de 1929 por Okuro Oikawa e Kazuo Kubokawa do observatório de Tokio, Japão. Está nomeado em honra a um porto pesqueiro para perto de Tokio.

## Sistema binário
Observações fotométricas e espectrais do radiotelescopio de Arecibo confirmaram, em 2005, um satélite de uns 5 km pelo menos a 15 km do primário. Devido ao tamanho similar entre o primário, de uns 6 km, e o secundário o Minor Planet Center classificou-os como um asteróide binário.